# Can Berenguer
Can Berenguer és una masia de Sant Andreu de Llavaneres (Maresme) inclosa a l'Inventari del Patrimoni Arquitectònic de Catalunya. La masia consta de planta baixa, primer pis i segon pis a la part central. A més, té una torre de planta quadrada, que té un quart pis o golfes. La porta d'entrada és un arc de mig punt amb onze peces i a sobre un finestral gòtic amb espitlleres de defensa. La torre té un matacà. A dins de la casa hi ha un portal de mig punt, de set peces, d'estil romànic. Per dins totes les llindes i muntants de portes són de pedra amb una fina decoració, i a les finestres hi ha festejadors.
Aquesta masia havia estat fortificada; en resta una part de les muralles que uneix la torre de base quadrada i la portalada que donava accés a l'era de davant de la casa. Al costat de la portalada hi havia hagut una segona torre de guaita, de la qual només resten els fonaments, sobre els quals actualment hi ha unes corts. El seu origen és incert, però es troben una sèrie de dates que donen una certa informació: a la paret del jardí (1470), al balcó de la façana principal hi ha la data 1573 que correspon a l'aixecament del cos central, i en una llinda d'una finestra del cos esquerre (1707) que correspon a la construcció de la torre de guaita.
Els Berenguer van ser propietaris de les terres i de la casa, fins al principi del segle xviii en què la pubilla Berenguer es va maridar amb Pau Segarra i es va perdre així el cognom Berenguer. Els Segarra van continuar sent propietaris fins al segle xix, en què la propietat es va vendre i va passar a altres amos.